# 路尼亞戰記
《路尼亞戰記》是一款免費的网络遊戲。2006年1月在韓國正式啟動，同年12月獲得2006大韓民國遊戲大獎技術創造獎：企劃以及劇情部分。2007年2月成為韓國軟體振興院GSP（Global Service Platform）官方的選定遊戲，該遊戲目前有韓文版、日文版、國際版、台灣版(台灣版中也有香港伺服器)。
2007年12月11日由中華網龍代理，在台灣正式公測。2012年12月11日正式關閉台灣區遊戲伺服器並結束營運。
2021年12月15日官方於臉書重新公告，lunia 將於2022年年初重新上線PC版。